# Carole Bienaimé
Pour les articles homonymes, voir Bienaimé.
Carole Bienaimé (également connue sous son nom marital Carole Bienaimé Besse), née le 18 décembre 1973 à Port-au-Prince (Haïti), est une personnalité française du monde de l'audiovisuel, membre du collège du Conseil supérieur de l'audiovisuel (CSA) de 2017 à 2021 puis de l'Autorité de régulation de la communication audiovisuelle et numérique (ARCOM) depuis 2022. Elle était auparavant productrice de télévision et de cinéma française, auteure et réalisatrice de films documentaires et directrice générale de sociétés de production et de conseil basées au Royaume-Uni et en France.

## Biographie

### Formation
Carole Bienaimé est titulaire d'une maîtrise en droit et relations internationales (École des hautes études internationales) et d'un DESS en économie (Institut d'économie de la culture).

### Carrière

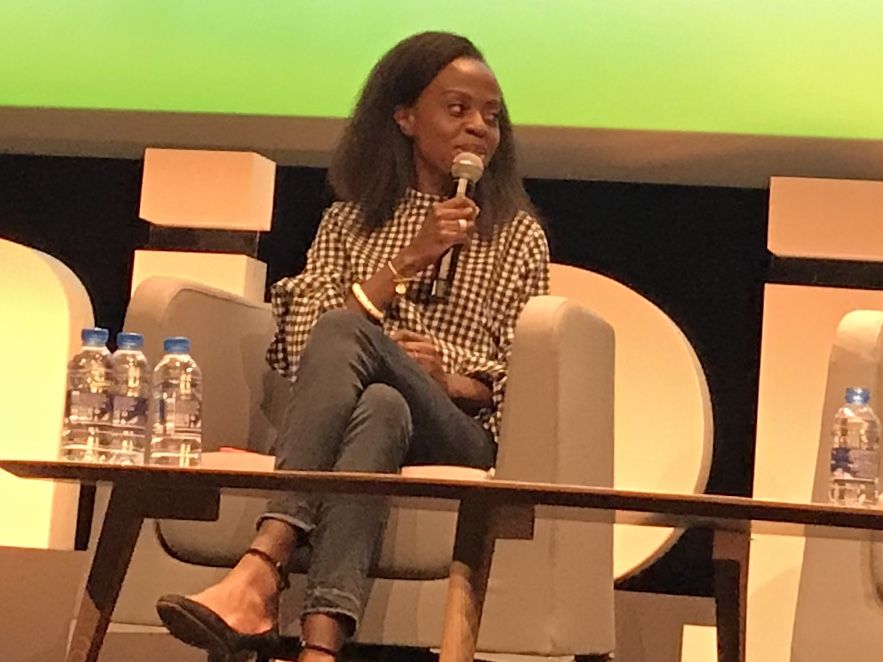

Après un passage au département communication de Sotheby's France en 1996, Carole Bienaimé commence sa carrière dans l'industrie de l'audiovisuel et du cinéma en 1998 en travaillant comme directrice de production pour la BBC, la Compagnie des phares et balises (Jean Labib & T. Celal) et avec le producteur Marco Cherqui (Un prophète).  
En 2000, elle devient directrice de la communication et de la levée de fonds, et membre du conseil d'administration de PlaNet Finance devenue Positive Planet une institution financière internationale fondée par l’économiste et écrivain Jacques Attali.  
En 2004, elle fonde avec le producteur Martin Meissonnier, les Productions Campagne Première, une société de production de films documentaires internationaux. En parallèle de cela en 2006 elle devient actionnaire de la société de Malcolm McLaren B Pop LLP à Londres. 
En 2007, Carole Bienaimé prend les fonctions de directrice générale et productrice de Elemiah, la société de production TV et cinéma de Yamina Benguigui et Marc Ladreit de Lacharrière (groupe Fimalac). 
Elle décide ensuite de créer trois sociétés aux activités complémentaires : en 2010, une société de conseil en financement audiovisuel et cinéma au Royaume Uni : April Snow Films & Capital Ltd ; en 2011, une société de production audiovisuelle en France : April Snow Films, à laquelle elle adjoint en 2014 une structure consacrée à la convergence entre le cinéma et le web : CBB Films. En 2012, elle devient en outre auteur et réalisatrice de films documentaires, ce qui lui vaut d'être reçue à la Maison Blanche en 2012 pour son film sur Abraham Lincoln (France Télévisions et PBS). 
En janvier 2017, sur proposition du président du Sénat Gérard Larcher, Carole Bienaimé est nommée membre du collège du Conseil supérieur de l’audiovisuel (CSA) par la commission des affaires culturelles du Sénat, avec 32 voix pour (Les Républicains, UDI et PRG), 23 abstentions (PS, PCF) et 0 voix contre. Dans le cadre de ses fonctions, elle est plus particulièrement chargée des questions relatives à l'éducation, la protection des publics, le droit des femmes, la qualité des programmes, la langue française, et la cohésion sociale. Elle préside le Comité d'experts jeune public du CSA, un comité scientifique qui réunit des psychologues, des chercheurs en neurosciences, des professionnels de l'audiovisuel (producteurs, scénaristes, concepteurs de jeux vidéos), et des numériciens, en vue travailler sur la relation enfants et écrans, et la protection des mineurs en ligne (exposition aux contenus inappropriés, cyberharcèlement....). Elle devient automatiquement membre du collège de l'Autorité de régulation de la communication audiovisuelle et numérique qui succède au CSA en janvier 2022.

### Autres mandats
En parallèle de ses fonctions, de janvier 2007 à février 2012, Carole Bienaimé siège en tant que productrice à la commission du Compte de Soutien à l'Industrie de Programmes audiovisuels (COSIP)au CNC,, nommée par Renaud Donnedieu de Vabres, ministre de la Culture ,.  
Le 13 février 2012, elle est élue membre du conseil et vice-présidente de l'USPA, (l'Union Syndicale de la Production Audiovisuelle à l'occasion de l'Assemblée Générale) . Le 8 janvier 2013, elle est élue membre à la Commission Télévision de la Société des Producteurs de Télévision et de Cinéma (PROCIREP) 
De 2013 à 2017, elle est vice-présidente de l'Association pour la promotion de l'audiovisuel (APA) qui organise chaque année La Journée de la Création TV , un colloque consacré à la création audiovisuelle en présence du Ministre de la Culture, en partenariat avec la Commission de la Culture, de l’Éducation et de la Communication du Sénat et retransmise sur Public Sénat et TV5 Monde.  
De 2012 à 2015, elle chronique régulièrement pour Le Huffington Post  (groupe Le Monde) dont la directrice éditoriale est Anne Sinclair. Lancé en janvier 2012, ce site d'information est la filiale française de The Huffington Post (groupe AOL Time Warner) de Arianna Huffington.
De 2013 à 2017, Carole Bienaimé est également membre du comité d'orientation du groupe de travail Droits des femmes du Conseil supérieur de l'audiovisuel (CSA).
Très engagée pour la parité et le droit des femmes, en 2014 sous l'impulsion de Françoise Laborde, et d'autres femmes dirigeantes de médias, Carole Bienaimé fonde l'association Pour les Femmes dans les Médias qui vise à promouvoir la place des femmes devant et derrière la caméra. L'association est notamment à l'origine de la Charte contre le harcèlement sexuel et les agissements sexistes dans les médias.

## Responsabilités institutionnelles
- Depuis 2019 : Membre du comité d'orientation du Mémorial des Tuileries [19]
- Depuis 2017 : Membre et représentante de la France au PEGI Council, le système européen de classification des jeux vidéos[20]
- Depuis 2017 : Membre du jury du Prix du livre d'histoire des Outre-mers [21]
- Depuis 2017 : Présidente du Comité d'experts jeune public du CSA, qui travaille notamment sur la relation enfants et écrans et sur la protection des mineurs sur Internet
- Depuis le 8 mars 2014 : Membre de l'Association "Pour les Femmes dans les Médias" créée par la journaliste, membre du CSA, Françoise Laborde
- De novembre 2013 à janvier 2017: Membre du Comité d'orientation du groupe de travail "Droits des Femmes" du Conseil Supérieur de l'Audiovisuel (CSA)
- De mai 2013 à janvier 2017 : Vice-Présidente de l’Association pour la promotion de l'audiovisuel (APA) [22](Association pour la promotion de l’audiovisuel) organisatrice de la journée de la création TV au Sénat et du festival Série Series, fondée et présidée par le producteur Jean-François Boyer
- De janvier 2013 à janvier 2017 : Membre de la Commission télévision de la société des producteurs de télévision et de cinéma (PROCIREP)
- De février 2012 à janvier 2014  : Vice-Présidente de l'Union syndicale de la production audiovisuelle (USPA) [23]
- 2007- 2012 : Membre de la Commission sélective du compte de soutien à l'industrie audiovisuel (COSIP) du Centre national du cinéma et de l'image animée (CNC)

## Vie privée
Carole Bienaimé est l'épouse de l'homme d'affaires, entrepreneur du numérique, diplômé de l'École centrale Paris, Guillaume Besse.[réf. à confirmer]

## Filmographie

### Longs métrages
- 2006 : consultante auprès de Malcolm McLaren producteur de Fast Food Nation (film) de Richard Linklater, adapté du roman de Eric Schlosser en compétition officielle au Festival de Cannes
- 2012 : Heart of Blackness[25] de Valérie Tong-Cuong et Isabelle Boni-Claverie avec Danny Glover, adapté du roman  Où je suis de Valérie Tong-Cuong paru aux Éditions Grasset & Fasquelle

### Films documentaires
- 1998 : Journey to the Far Right de Nick Fraser et Christian Poveda (BBC et ARTE)
- 1998 : Le Saint-Suaire de Didier Lannoy (France 3)
- 1998 : Édouard Boubat de Itaka Schlubach (Paris Première)
- 1998 : La Mode : passion, sexe et rébellion de Jaci Judelson et Gideon Koppel (BBC et ARTE)
- 1999 : Histoires d'en Sortir, je veux mon entreprise de Didier Lannoy ( ARTE et France 3)
- 2000 : Aficionados: Fous d'Opéra de Elizabeth Aubert (Canal+)
- 2000 : All about E.U.? / Mein Gott Europa / l'Europe en panne de Nick Fraser et Ben Lewis (BBC et ARTE)
- 2000 : Avez-vous vu Jésus?  de Alix de Saint-André et Bernard Cazedepats (Canal+)
- 2004 : À la Droite de Dieu de Martin Meissonnier (Canal+ et SBS Australia)
- 2007 : Henri Leclerc au Nom de L'Homme, de Rémi Lainé, collection Empreintes  (France 5)
- 2007 : Taking on Chanel de Bren Simson (Al Jazeera English)
- 2008 : Vraie Jeanne, Fausse Jeanne de Martin Meissonnier (ARTE)
- 2012 : Label & Life, série de films documentaires consacrée à la création dont Jean-Charles de Castelbajac, Karl Lagerfeld, Jean-Paul Gaultier, etc (Groupe NRJ/NRJ 12/ NRJ Paris)
- 2013 : Abraham Lincoln, sur les chemins de la liberté de Carole Bienaimé (France Télévisions), à l'occasion des 150 ans de la signature de la proclamation de l'Émancipation des esclaves aux États-Unis par Abraham Lincoln[26].
- 2017 : Cannes 39, le festival de la liberté (ARTE)[27].
- 2017: Heal the world. Adaptation de "La solidarité sauvera le monde" de Philippe Douste-Blazy préfacé par Bill Clinton paru chez Plon.

### Fictions télévisuelles
- 2008 : Aïcha de Yamina Benguigui (France 2) Prix spécial du Jury Festival de la fiction TV de La Rochelle 2008

### Clips vidéo et EPK
- 1998 :  Alain Bashung / Sommes-nous, réalisé par Jacques Audiard
- 1998 :  Alain Bashung / La nuit je mens, réalisé par Jacques Audiard Victoire de la musique meilleur clip 1999 (Barclay Polygram)
- 1998 : Johnny Hallyday / Debout, réalisé par Xavier Durringer (Mercury / Universal Music)
- 1999 : Rodolphe Burger / Unlimited marriage II, réalisé par Jacques Audiard (Chrysalis)
- 1999 : Kenza, de Claude Santiago, avec le chanteur Khaled (Barclay Polygram)
- 1999 : Femi Kuti / Beng Beng Beng, réalisé par Yves Buclet (Barclay Polygram / Universal Music)
- 1999 : Liberté de circulation / GISTI / Les P'tits Papiers, réalisé par Jacques Audiard (Naïve)

## Décorations et distinctions
- Chevalière de l'ordre national du Mérite, nommée le 3 décembre 2019 par le Président de la République Emmanuel Macron[28].
- Officière de l'ordre des Arts et des Lettres ; nommée chevalière le 1er juillet 2010 par le Ministre de la Culture Frédéric Mitterrand[29] ; cette décoration lui est remise le 17 décembre 2012 par Michel Boyon, Président du Conseil Supérieur de l'Audiovisuel (CSA). Carole Bienaimé Besse est promue officière le 18 décembre 2020 par la Ministre de la Culture Roselyne Bachelot[30].